# مناورة توظيف الرئة
مناورة توظيف الرئة هي إعدادات تُوظف في متلازمة الضائقة التنفسية الحادة أثناء إجراء التهوية الميكانيكية، وتهدف إلى فتح الحويصلات الهوائية المنهارة في الرئتين والإبقاء عليها مفتوحة.